# モル・フランダーズ

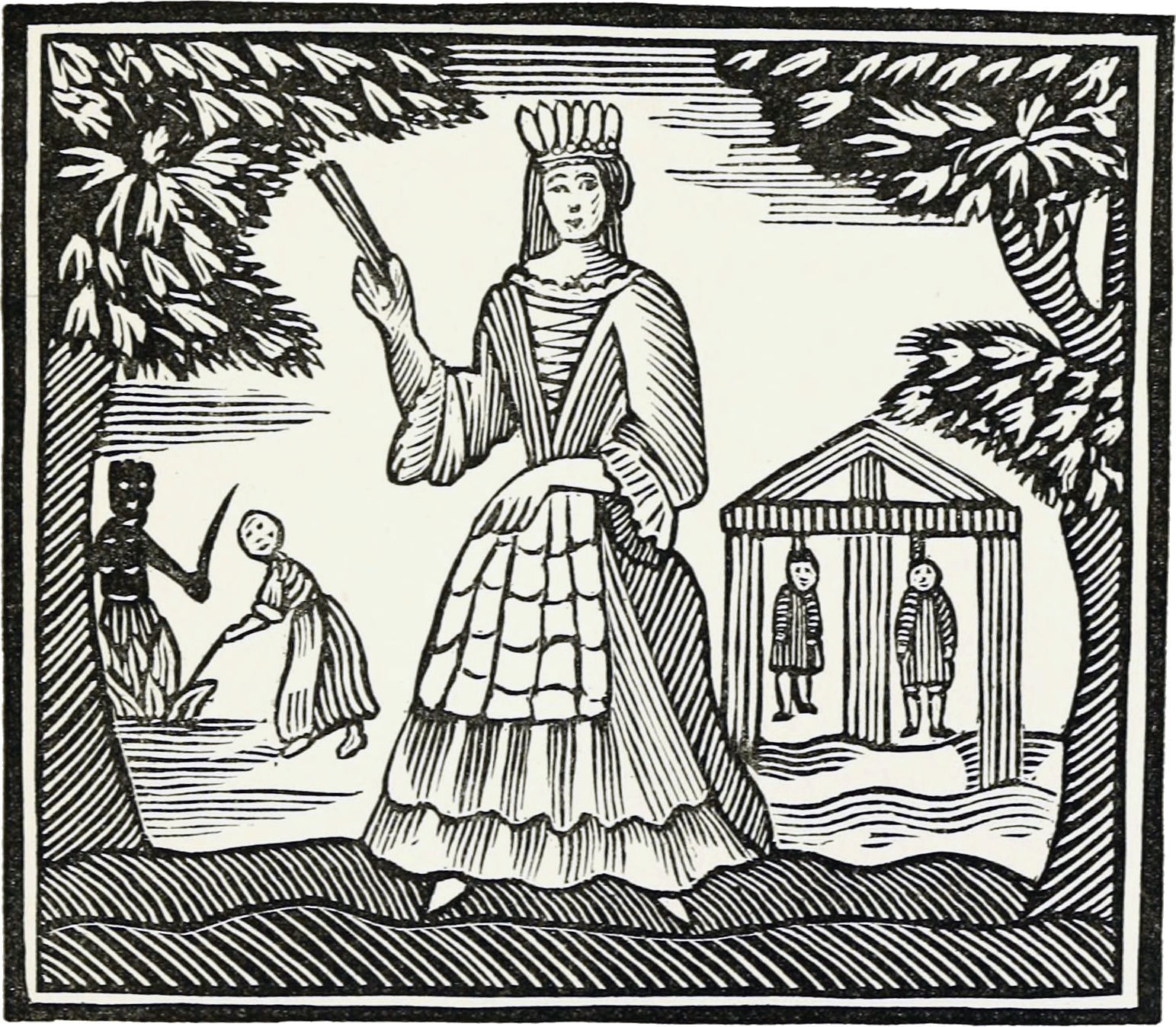
モル・フランダーズ

モル・フランダーズ（Moll Flanders もしくは The Fortunes and Misfortunes of the Famous Moll Flanders）は、ダニエル・デフォーの小説の題名。その主人公の名でもある。パンクチュエーションが未発達のためか、原文では会話文が引用符で括られていない。

## 物語
有名なすりであるモル・フランダーズの幼少時から老年期までの人生を、彼女の語り（一人称）で展開していく。前書きには「デフォー本人がこの婦人から話を聞き、聞き苦しくない程度に改めたのがこの作品である」とあるが、実際はデフォーの創作である。

## 登場人物
- モル・フランダーズ (Moll Flanders)
この物語の主人公。本来はベティ(Betty)という名だったが、素性を隠すためにロンドンではモル・フランダーズと名乗る。生涯において5人の夫と結婚し、2人の男と愛人関係を結ぶ。母親は彼女を懐妊している際に窃盗罪でニューゲートに収監されており、ヴァージニア植民地への流刑を宣告されるが出産まで罪を留保してもらった。老年期にさしかかる頃に生活に困ってすりを始め、後に凄腕のすりとして有名になる。最後は捕まってニューゲートに収監され、母親同様植民地へ流罪となり、改心してそこでかつての夫と共に平穏な暮らしを送る。

- ジェームズ (James)
モルの4番目の夫。愛称はジョーイ(Joey)。元は出自の良い紳士だったが、貧困により苦しむ。一度はモルと別れるが、のちにニューゲートで劇的な再会を果たす。

- ロビン (Robin)
モルの最初の夫。モルを引き取った家の次男。兄と違って純情であり、モルへの想いはすぐ周囲の知るところとなってしまう。

## 日本語訳
- 『モル・フランダーズ』 伊澤龍雄訳、岩波文庫 上下、初版1968年

## 映像化
- モール・フランダーズ　偽りと欲望の航海

テレビシリーズ・全4回（グラナダ・テレビ、1996年）
モール・フランダーズーアレックス・キングストン（久野綾希子）
ジェームズ・シーグレーブーダニエル・クレイグ（山路和弘）